# Poor Things (film)
Poor Things is een Iers-Brits-Amerikaanse surrealistische science fantasyfilm uit 2023, geregisseerd door Giorgos Lanthimos naar een scenario van Tony McNamara, gebaseerd op het gelijknamig boek uit 1992 van de Schotse schrijver Alasdair Gray. De hoofdrollen worden vertolkt door Emma Stone, Willem Dafoe en Mark Ruffalo.

## Verhaal
Bella, een jonge vrouw, die zelfmoord gepleegd heeft, wordt weer tot leven gewekt met het brein van haar eigen ongeboren kind, door de wetenschapper Dr. Godwin Baxter. Ze wil graag meer te weten komen over de wereld om haar heen onder de bescherming van Baxter. Omdat ze meer wil zien, gaat ze ervandoor met Duncan Wedderburn, een losbandige advocaat, op reis over alle continenten.

## Rolverdeling
| Acteur             | Personage           |
| ------------------ | ------------------- |
| Emma Stone         | Bella Baxter        |
| Willem Dafoe       | Dr. Godwin Baxter   |
| Mark Ruffalo       | Duncan Wedderburn   |
| Ramy Youssef       | Max McCandles       |
| Jerrod Carmichael  | Harry Astley        |
| Christopher Abbott | Alfie Blessington   |
| Margaret Qualley   | Felicity            |
| Kathryn Hunter     | Madame Swiney       |
| Hanna Schygulla    | Martha Von Kurtzroc |
| Vicki Pepperdine   | Mrs. Prim           |
| Kate Handford      | Kitty               |
| Owen Good          | Gerald              |
| Wayne Brett        | Priester            |
| Carminho           | fadozangeres        |

## Productie
Lanthimos las Poor Things jaren voordat hij de film ontwikkelde en ontmoette de auteur, Alasdair Gray, in Schotland om de rechten te verwerven. Hij had een verfilming van Poor Things al op het oog rond 2011.
Tijdens het filmen van The Favourite (2018) besprak Lanthimos het project met Emma Stone, die ook in de film speelde. De film werd officieel aangekondigd in februari 2021. In mei 2021 werd bekendgemaakt dat Mark Ruffallo gecast werd naast Willem Dafoe en Emma Stone.
De filmopnames gingen van start in augustus 2021 in de Origo Studios in Hongarije.

## Release en ontvangst
Poor Things ging op 1 september 2023 in première in de officiële competitie van het Filmfestival van Venetië waar hij de Gouden Leeuw won. De film kreeg positieve kritieken van de filmcritici, met een score van 98% op Rotten Tomatoes, gebaseerd op 48 beoordelingen.
Ook de Nederlandse pers schreef lovend over de film. De recensent van De Volkskrant omschreef Poor Things als een "onvergetelijke voltreffer" en bekroonde het met vijf uit vijf sterren: "Waar films van Lanthimos vaak tragisch en sinister zijn, is de uitkomst in Poor Things uiteindelijk verrassend hartverwarmend, zonder het groteske en absurde te verliezen. Het resulteert opnieuw in een onvergetelijke voltreffer van Lanthimos én Stone." Ook de criticus van Trouw had vijf sterren over voor de film en schreef over de "werkelijk verbluffend[e]" film: "Poor Things neemt de vorm aan van een roadmovie, gecombineerd met een coming-of-age-verhaal waarin langzaam een grandioze, feministische fabel zichtbaar wordt."
De recensent van Het Parool noemde Poor Things een "fenomenale verfilming" van het gelijknamige boek uit 1992: "Die wereld wordt door Lanthimos tot leven gewekt met een combinatie van moderne computereffecten en klassieke filmtechnieken die al decennia nauwelijks meer worden gebruikt, zoals miniaturen en geschilderde achtergronden. Het resultaat is een film die nergens realistisch is, en toch altijd authentiek aanvoelt." De criticus van het Algemeen Dagblad schreef: "Met een beetje fantasie is Poor Things een brutale variant op de bioscoophit Barbie. Wat zou er gebeuren als de pop uit die film een vagina en gierende hormonen zou hebben, en daarmee de ‘echte wereld’ zou binnenwandelen?".

## Prijzen en nominaties
De belangrijkste:
| Jaar | Prijs                       | Categorie                                      | Genomineerde(n)                            | Uitslag     |
| ---- | --------------------------- | ---------------------------------------------- | ------------------------------------------ | ----------- |
| 2024 | Academy Awards (Oscars)     | Beste film                                     | Beste film                                 | Genomineerd |
| 2024 | Academy Awards (Oscars)     | Beste regisseur                                | Giorgos Lanthimos                          | Genomineerd |
| 2024 | Academy Awards (Oscars)     | Beste vrouwelijke hoofdrol                     | Emma Stone                                 | Gewonnen    |
| 2024 | Academy Awards (Oscars)     | Beste mannelijke bijrol                        | Mark Ruffalo                               | Genomineerd |
| 2024 | Academy Awards (Oscars)     | Beste bewerkte scenario                        | Tony McNamara                              | Genomineerd |
| 2024 | Academy Awards (Oscars)     | Beste camerawerk                               | Robbie Ryan                                | Genomineerd |
| 2024 | Academy Awards (Oscars)     | Beste montage                                  | Giorgos Mavropsaridis                      | Genomineerd |
| 2024 | Academy Awards (Oscars)     | Beste productieontwerp                         | James Price, Shona Heath en Szusza Mihalek | Gewonnen    |
| 2024 | Academy Awards (Oscars)     | Beste originele muziek                         | Jerskin Fendrix                            | Genomineerd |
| 2024 | Academy Awards (Oscars)     | Beste kostuumontwerp                           | Holly Waddington                           | Gewonnen    |
| 2024 | Academy Awards (Oscars)     | Beste grime en haarstijl                       | Nadia Stacey, Mark Coulier en Josh Weston  | Gewonnen    |
| 2024 | British Academy Film Awards | Beste film                                     | Beste film                                 | Genomineerd |
| 2024 | British Academy Film Awards | Beste bewerkte scenario                        | Tony McNamara                              | Genomineerd |
| 2024 | British Academy Film Awards | Beste vrouwelijke hoofdrol                     | Emma Stone                                 | Gewonnen    |
| 2024 | British Academy Film Awards | Uitzonderlijke Britse film                     | Uitzonderlijke Britse film                 | Genomineerd |
| 2024 | British Academy Film Awards | Beste originele muziek                         | Jerskin Fendrix                            | Genomineerd |
| 2024 | British Academy Film Awards | Beste cinematografie                           | Robbie Ryan                                | Genomineerd |
| 2024 | British Academy Film Awards | Beste montage                                  | Giorgos Mavropsaridis                      | Genomineerd |
| 2024 | British Academy Film Awards | Beste productieontwerp                         | James Price, Shona Heath en Szusza Mihalek | Gewonnen    |
| 2024 | British Academy Film Awards | Beste kostuumontwerp                           | Holly Waddington                           | Gewonnen    |
| 2024 | British Academy Film Awards | Beste grime en haar                            | Nadia Stacey, Mark Coulier en Josh Weston  | Gewonnen    |
| 2024 | British Academy Film Awards | Beste visuele effecten                         | Simon Hughes                               | Gewonnen    |
| 2024 | Golden Globes               | Beste film – musical of komedie                | Beste film – musical of komedie            | Gewonnen    |
| 2024 | Golden Globes               | Beste regisseur                                | Giorgos Lanthimos                          | Genomineerd |
| 2024 | Golden Globes               | Beste actrice in een film – musical of komedie | Emma Stone                                 | Gewonnen    |
| 2024 | Golden Globes               | Beste mannelijke bijrol in een film            | Mark Ruffalo                               | Genomineerd |
| 2024 | Golden Globes               | Beste mannelijke bijrol in een film            | Willem Dafoe                               | Genomineerd |
| 2024 | Golden Globes               | Beste script                                   | Tony McNamara                              | Genomineerd |
| 2024 | Golden Globes               | Beste filmmuziek                               | Jerskin Fendrix                            | Genomineerd |
| 2024 | Critics Choice Awards       | Beste film                                     | Beste film                                 | Genomineerd |
| 2024 | Critics Choice Awards       | Beste vrouwelijke hoofdrol                     | Emma Stone                                 | Gewonnen    |
| 2024 | Critics Choice Awards       | Beste mannelijke bijrol                        | Mark Ruffalo                               | Genomineerd |
| 2024 | Critics Choice Awards       | Beste regisseur                                | Giorgos Lanthimos                          | Genomineerd |
| 2024 | Critics Choice Awards       | Beste bewerkte scenario                        | Tony McNamara                              | Genomineerd |
| 2024 | Critics Choice Awards       | Beste camerawerk                               | Robbie Ryan                                | Genomineerd |
| 2024 | Critics Choice Awards       | Beste productieontwerp                         | James Price, Shona Heath en Szusza Mihalek | Genomineerd |
| 2024 | Critics Choice Awards       | Beste montage                                  | Giorgos Mavropsaridis                      | Genomineerd |
| 2024 | Critics Choice Awards       | Beste kostuumontwerp                           | Holly Waddington                           | Genomineerd |
| 2024 | Critics Choice Awards       | Beste grime en haarstijl                       | Nadia Stacey, Mark Coulier en Josh Weston  | Genomineerd |
| 2024 | Critics Choice Awards       | Beste visuele effecten                         | Simon Hughes                               | Genomineerd |
| 2024 | Critics Choice Awards       | Beste filmmuziek                               | Jerskin Fendrix                            | Genomineerd |
| 2024 | Critics Choice Awards       | Beste komedie                                  | Beste komedie                              | Genomineerd |
| 2023 | Filmfestival van Venetië    | Gouden Leeuw                                   | Giorgos Lanthimos                          | Gewonnen    |
| 2023 | Filmfestival van Venetië    | UNIMED Award voor beste film                   | Giorgos Lanthimos                          | Gewonnen    |